# Calice Ligure
Calice Ligure – miejscowość i gmina we Włoszech, w regionie Liguria, w prowincji Savona.
Według danych na rok 2004 gminę zamieszkiwało 1459 osób, 76,8 os./km².